# جورجيا كار
جورجيا كار (بالإنجليزية: Georgia Carr)‏ هي مغنية وممثلة أمريكية، ولدت في 20 يونيو 1925 في لوس أنجلوس في الولايات المتحدة، وتوفي بنفس المكان في 4 يوليو 1971.

## وصلات خارجية
- جورجيا كار على موقع IMDb (الإنجليزية)
- جورجيا كار على موقع ميوزك برينز (الإنجليزية)
- جورجيا كار على موقع ديسكوغز (الإنجليزية)